# Villiers-en-Désœuvre

Villiers-en-Désœuvre este o comună în departamentul Eure, Franța. În 1 ianuarie 2022 avea o populație de 859 de locuitori.